# 태양홍염

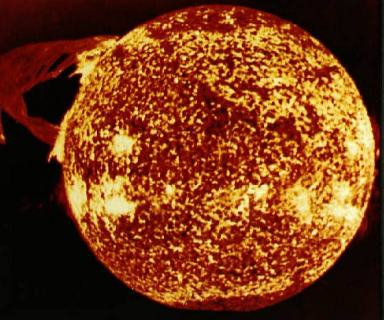

태양홍염(太陽紅焰) 또는 프로미넌스(prominence)는 태양 코로나에 있는 크고 밝은 불기둥과 같은 현상이다. 코로나가 플라스마라는 극도로 뜨거운 이온 가스로 구성되어있는 반면, 태양홍염은 채층의 구성과 비슷한 상대적으로 훨씬 차가운 플라스마로 이루어져 있다. 태양홍염은 하루 정도에 구성되며, 코로나 내부에서 수 주간 지속된다. 많은 태양홍염이 나뉘며, 코로나질량방출을 야기한다.
수십 년 간의 연구에도, 어떠한 방식으로 태양홍염이 형성되는지는 완전히 알려져 있지 않다. 관련 이론은 태양홍염이 주변보다 훨씬 밀도가 높음에도 어떻게 그렇게 긴 시간 동안 안정할 수 있는지를 충분하게 설명하지 못 한다. 자기장이 코로나 내부에서 가스 움직임을 결정하는 가장 중요한 요인으로 알려져 있지만, 커다란 태양홍염을 생성하고 유지하기 위한 정확한 형태의 자기 상호작용은 아직 밝혀지지 않았다.
일반적인 태양홍염은 수 천 km 넘어로 뻗어나간다. 관측 역사상 최대 크기의 태양홍염은 소호 태양 관측 위성이 1997년 관측한 것으로 350,000 km 정도의 길이, 다시 말해 지구 지름의 28 배 정도나 되었다. 태양홍염에 포함된 질량은 일반적으로 1,000억 톤 단위이다.

## 개요
홍염은 태양의 가장자리에서 코로나를 배경으로 하여 보이는 현상으로서, 채층으로부터 가스가 코로나 속으로 분출하거나, 반대로 코로나에서 가스가 낙하(落下)하거나 불꽃처럼 보이는 것이다. 홍염은 주위에 비해서 밀도는 크지만 온도는 1만도 가량으로, 코로나(100만도)보다 저온이다(온도가 코로나처럼 100만도쯤 되면 수소원자는 전리되어 버리고, 보통은 보이지 않게 된다). 홍염에는 여러 가지 형태와 성질을 가진 것이 있어, 그 분류도 사람에 따라 각각 다른데, 수명이 길고 안정된 홍염과, 변동이 심한 홍염이 있다. 후자(後者)는 활동영역, 즉 흑점군이나 백반 영역의 상공에서 볼 수 있는데, 태양면 폭발(플레어)에 수반하여 발생하는 것이 많다. 플레어(flare) 때 빠른 속도로 가스가 분출되는 일이 있다. 그 속도는 수백km／sec에 이르는 것도 있다. 이와 같은 홍염을 서지라고 한다. 큰 플레어가 끝날 무렵에 커다란 루프형(아치형)의 홍염이 발생한다. 이것이 루프 프러미넌스(loop prominence)라고 불리는 것인데, 발생 원인은 아직 충분히 해명되어 있지 않다. 홍염은 태양면을 배경으로 해서 보면 어두운 필라멘트상(狀)으로 보인다. 이것은 광구로부터의 빛이 홍염에 의해 흡수되기 때문이며, 암조(暗條：dark filament)라고 불리고 있다.

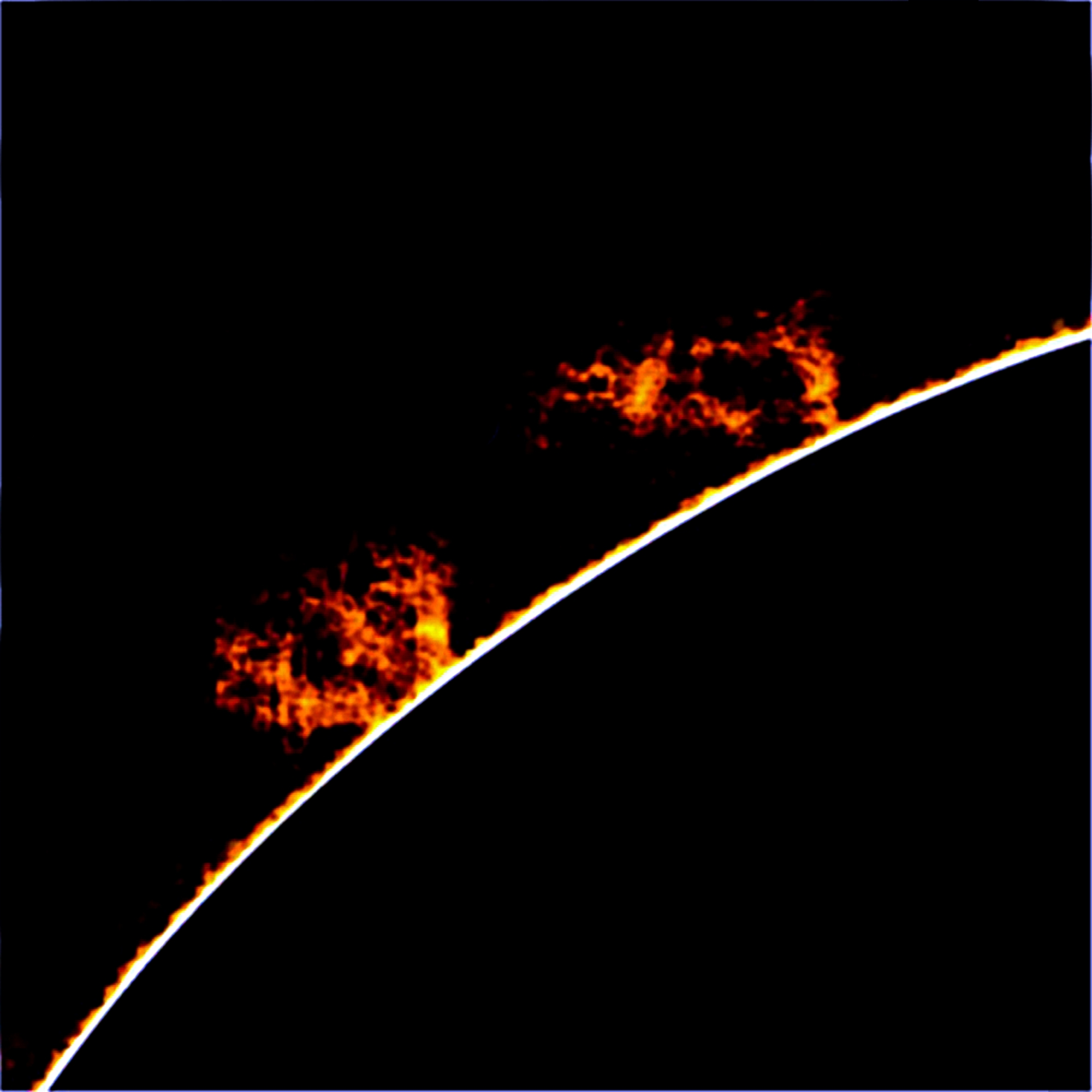
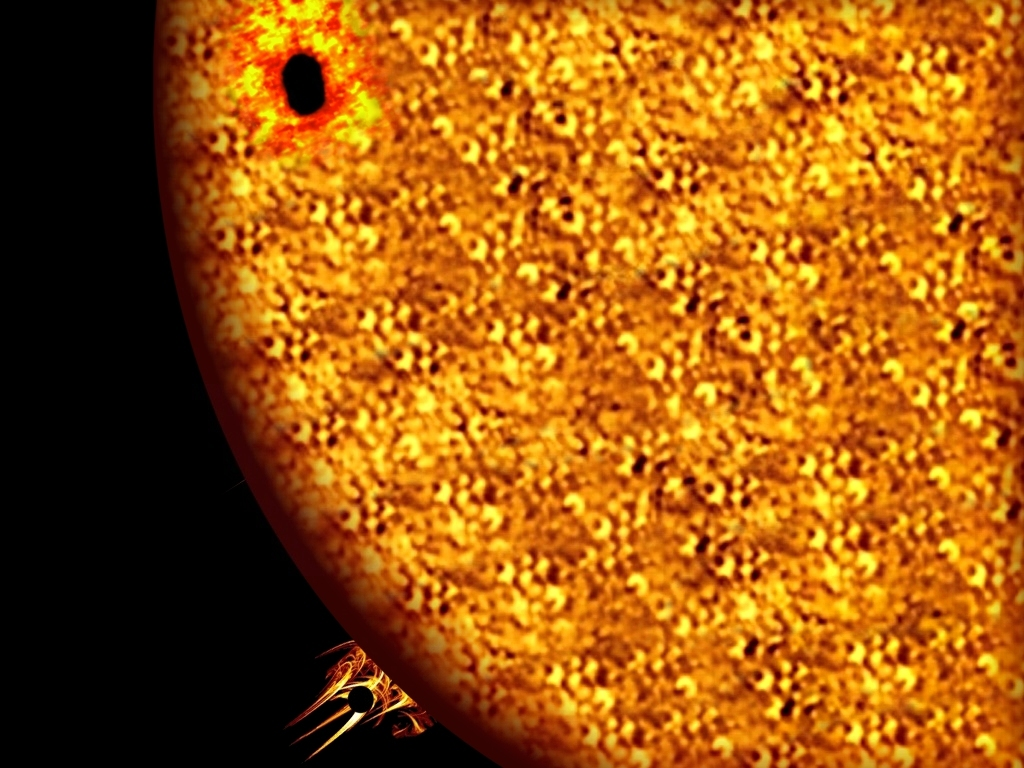
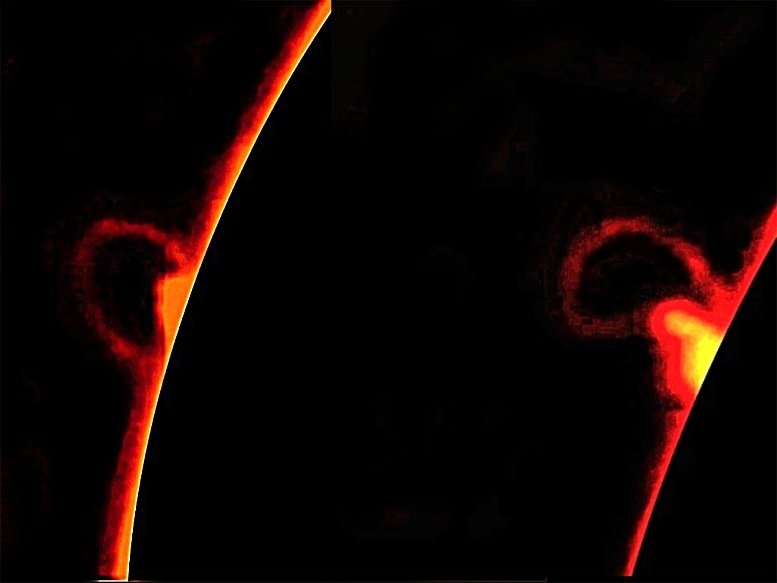
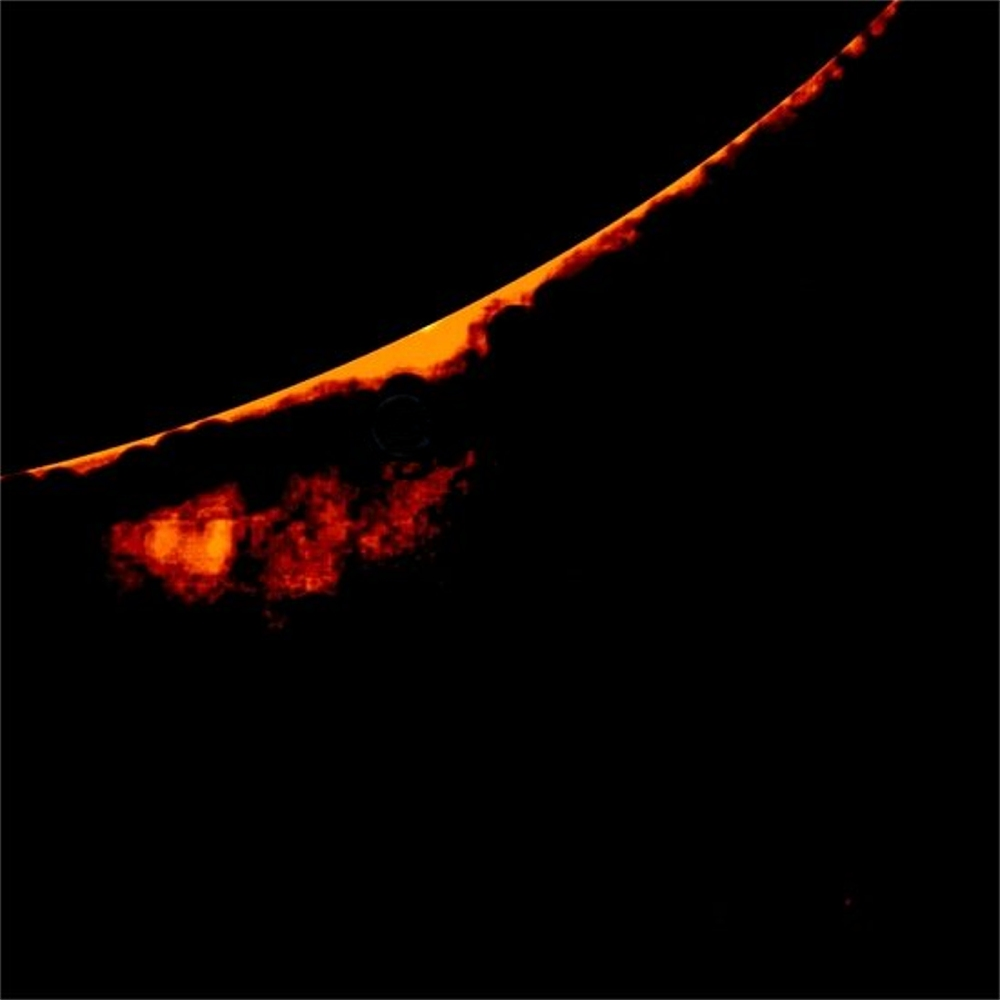

## 같이 보기
- 태양 플레어